# Aranyosszék

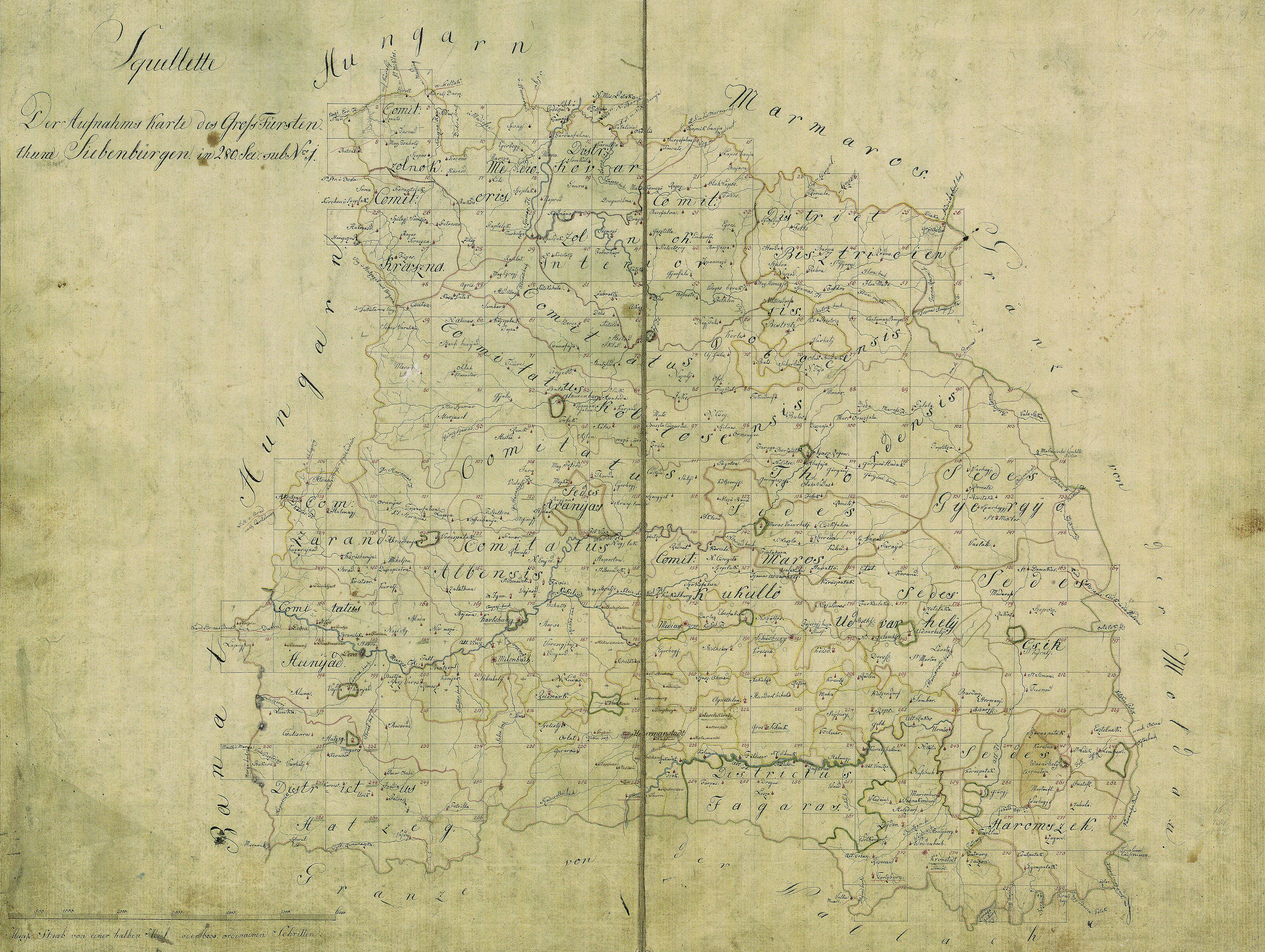
Aranyosszék az első katonai felmérés térképének részletén

Aranyosszék egyike volt a székely székeknek, vagyis a történelmi Székelyföld közigazgatási egységeinek. Aranyosszék exklávé volt, azaz a többi székkel területileg nem függött össze, attól nyugatabbra feküdt. Nevét a rajta átfolyó Aranyos folyóról kapta, székhelye Felvinc volt.
A feltehetően népes Kézdiszék székelyeiből telepített székelyeket az újonnan alakított Aranyosszékre – mely 1291–93-ban már 29 helységet számlált – V. István király. A tatárjárásnak és hadiutaknak tudható be lakosságának csökkenése a középkorban, emiatt román jobbágyokat telepítettek a térségbe, ezzel megváltoztatva az etnikai összetételt is: a korábban tisztán székely lakosság vegyessé vált.
Aranyosszék az 1876-os megyerendezés során szűnt meg, amikor beolvasztották Torda-Aranyos vármegyébe. Jelenleg a szék területei Fehér és Kolozs megyékhez tartoznak.

## Történelmi áttekintés
V. István király telepített székelyeket az újonnan alakított Aranyosszékre, mely ugyanazokkal a kiváltságokkal rendelkezett, mint a többi székely szék. A szék kiváltságát Károly Róbert egy alkalommal (1313. július 4-én), Zsigmond király két alkalommal (1394. december 23-án és 1436. június 6-án), Mátyás király szintén két alkalommal (1484. január 25-én és 1469. november 9-én) megerősítette. Izabella királyné Felvinc kérésére 1558. október 27-én átírta és megerősítette Mátyás király fentebbi kiváltságleveleit.
Az erdélyi fejedelmek legtöbbje által szintén megerősítést, sőt gyarapítást nyertek Aranyosszék kiváltságai. Ezek közé tartoznak János Zsigmond 1568. december 17-én, Báthory Kristóf 1576. április 24-én, Báthory Zsigmond 1585. április 4-én és Bethlen Gábor 1628. július 22-én kiadott kiváltságlevelei, melyekben biztosították Aranyosszék jogait.
1870-ben 19.680 lakosa volt, melyből 5.755 (29,2%) görög katolikus, 4.964 (25,1%) unitárius, 4.560 (23,2%) református, 3.294 (16,7%) ortodox, 1.048 (5,3%) római katolikus és 77 egyéb vallású volt. 53,5% magyar és 46% román nemzetiségű.

## Fekvése

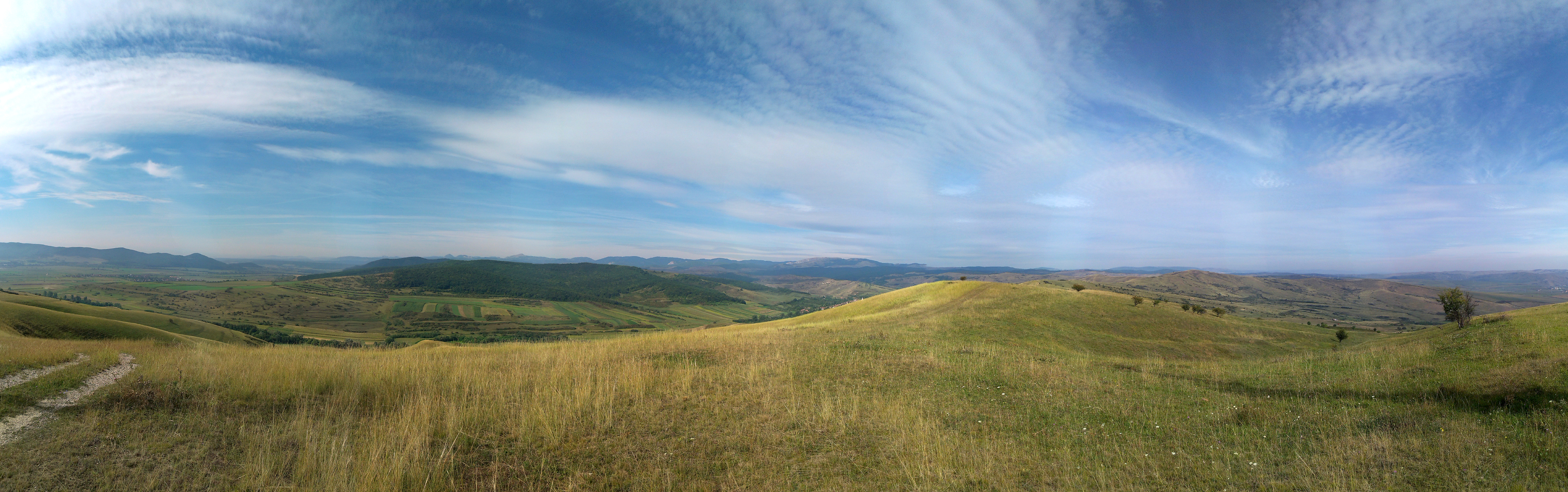
Aranyosszék látképe Felvincről - háttérben a Nyugati Kárpátok

Aranyosszék területe 349,88 km² volt. Központi részének koordinátái: 46° 27' északi szélesség, 23° 45' keleti hosszúság. Az Erdélyi-medence nyugati részén, a tágabban értelmezett Erdély középső részén fekszik. Határai: északon és keleten az Aranyos völgye, délen a Maros, nyugaton a Torockói-hegység. Kiterjedése kelet-nyugat irányban 28 km, észak-dél irányban 17 km. Kolozsvártól délre (35 km), Marosvásárhelytől nyugatra (65 km) található.

## Közigazgatása
Alapításától közigazgatásilag Székelyföldhöz tartozott ugyanazokkal az előjogokkal. Országgyűlésre Aranyosszék a eleinte három, később két követet küldött.

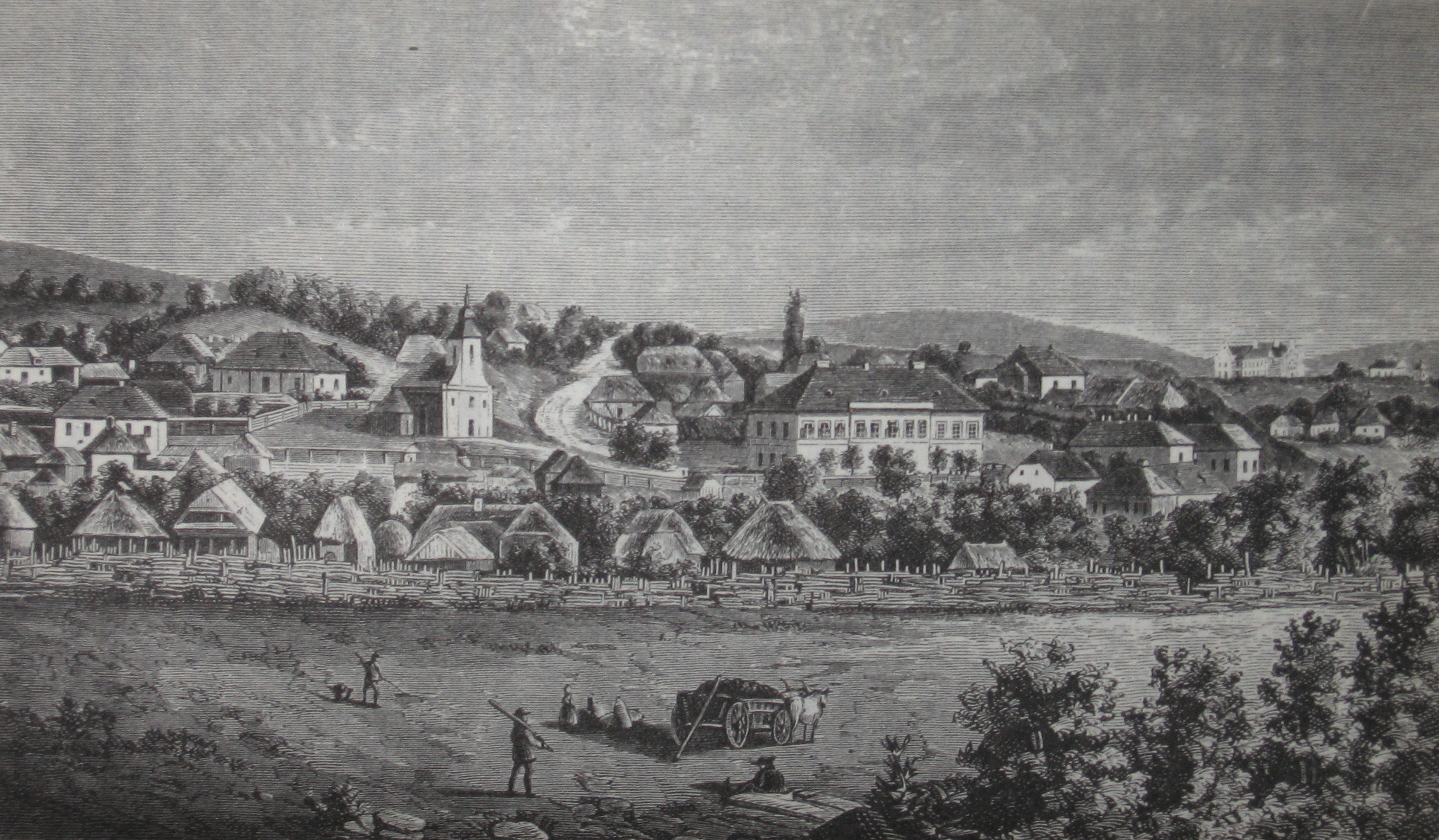
Felvinc, Aranyosszék központja, a 19. században

Aranyosszék a 19. században két járásra volt felosztva: felső és alsó járásra.
A felső járáshoz a következő 10 falu tartozott: Aranyosrákos, Bágyon, Csegez, Kercsed, Kövend, Mészkő, Sinfalva, Várfalva és a későbbiekben Szentmihályfalva néven egyesült Alsószentmihályfalva és Felsőszentmihályfalva.
Az alsó járásban volt a mezővárosi ranggal rendelkező Felvinc, a szék központja, illetve 11 falu, ezek a következőek voltak: Aranyosmohács, Aranyospolyán, Csákó, Dombró, Harasztos, Inakfalva, Marosörményes, Marosveresmart, Székelyföldvár, Székelyhidas és Székelykocsárd.
Területét az 1876-os megyerendezés során beolvasztották Torda-Aranyos vármegyébe, ahol eleinte szintén két (Bágyoni és Felvinci), majd 1880-tól három (Felvinci, Tordai és Torockói) járásba kerültek települései.
Az első világháború után Aranyosszék Romániához került, ahol területét felosztották előbb Torda, későbbiekben Kolozs-Torda (Szentmihályi és Aranyosgyéresi járás) és Fehér (Enyedi, Marosújvári járás) megyék között. Az 1950-es közigazgatási reformmal Kolozs tartomány (Torda és Nagyenyed rajon) része lett. 1952-ben a tartományon belül módosították a rajonok határait, Torda rajon javára.
Az 1968-as megyésítéstől napjainkig a szék települései a Fehér és Kolozs megyékhez tartoznak.

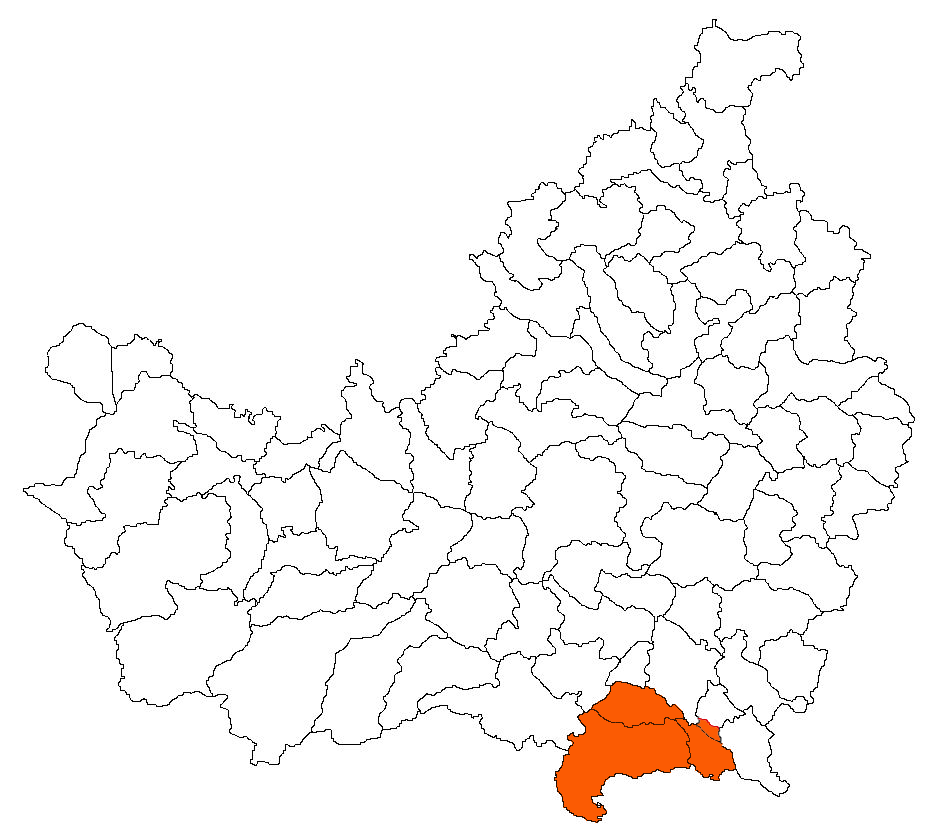
Aranyosszék települései a mai Kolozs megye területén
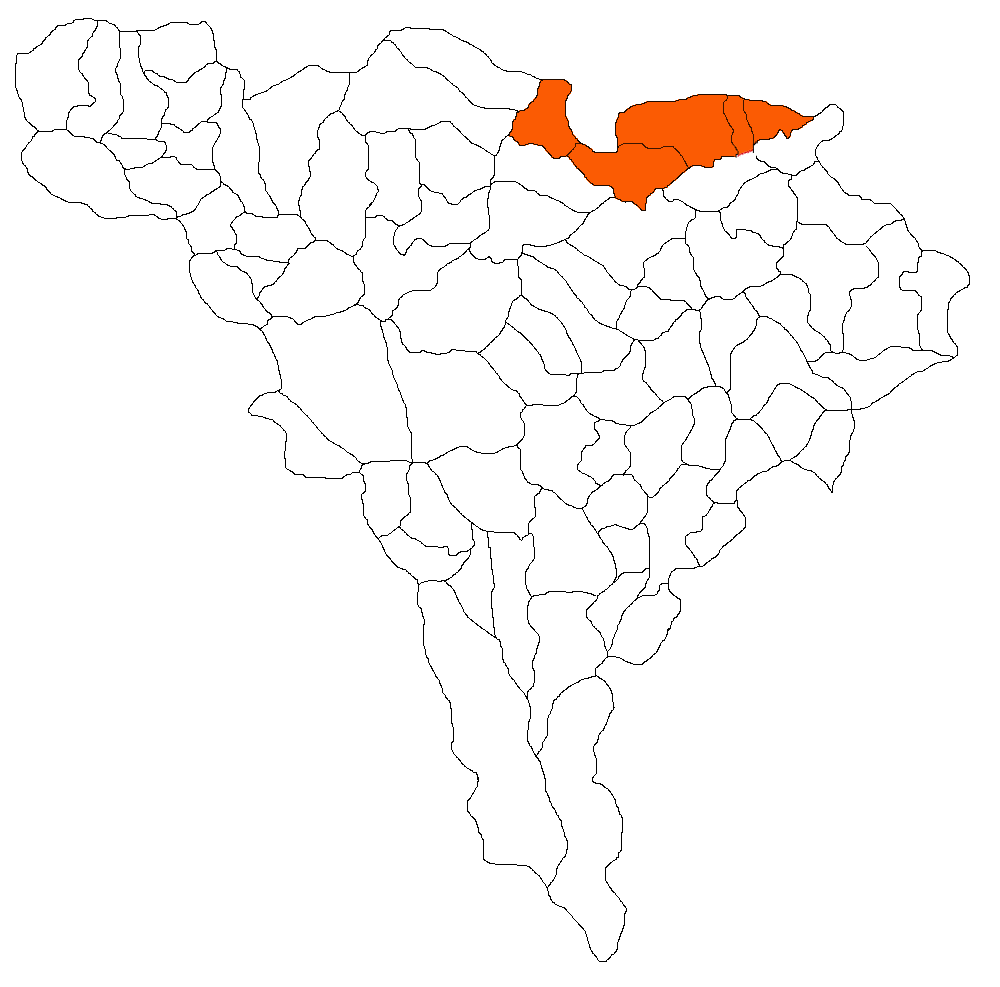
Aranyosszék települései a mai Fehér megye területén
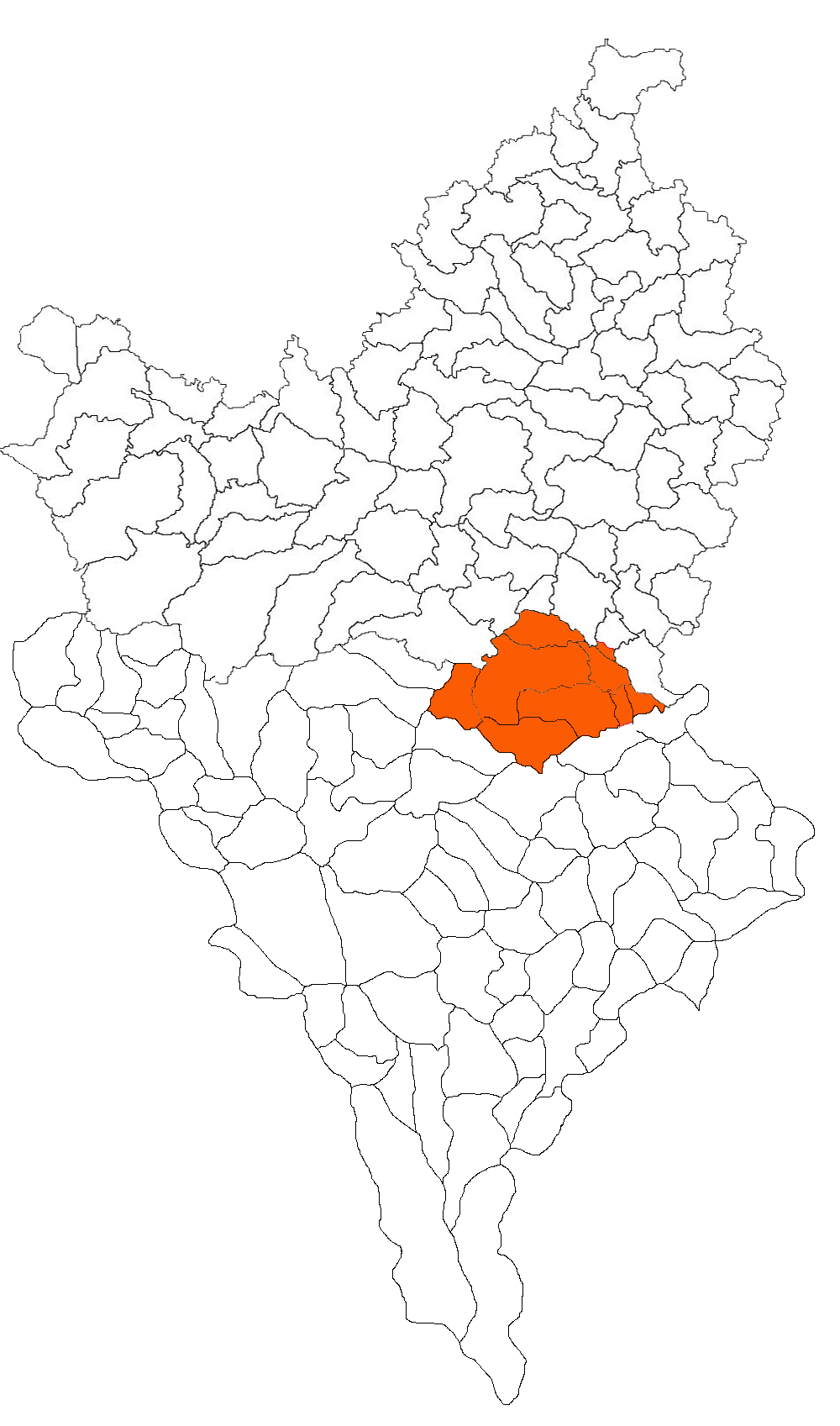
Aranyosszék települései a mai Fehér és Kolozs megyék területén

## Népesség és felekezeti megoszlás
Aranyosszék népessége 1867-ben, Orbán Balázs összeszámolása alapján 19 680 fő volt, ebből 9898 fő férfi és 9782 fő nő volt.
Ugyanaz az összeszámolás szerint a felekezeti megoszlás a következő volt:
| Felekezetek     | Népesség | Arány  |
| --------------- | -------- | ------ |
| Görögkatolikus  | 5755     | 29,24% |
| Unitárius       | 4946     | 25,13% |
| Református      | 4560     | 23,17% |
| Ortodox         | 3294     | 16,74% |
| Római katolikus | 1048     | 5,33%  |
| Izraelita       | 52       | 0,26%  |
| Evangélikus     | 20       | 0,1%   |
| Más             | 5        | 0,03%  |
| Összesen        | 19 680   | 100%   |

Az 1870-es hivatalos népszámlálás adatai szerint Aranyosszék népessége 19 800 fő volt, mely különbséget Orbán Balázs a 3 év alatt történt népességnövekedésnek tulajdonított.

## Élővilága
Aranyosszék élővilágát kiterjedt dombháti legelők, szántóföldek és a közöttük húzódó sűrű lombhullató erdők, bozótok, határozzák meg. A földeken gyakran látni, őzet, mezei-nyulat, rókát, fürjet, fácánt. Félreesőbb területeken mezei-ölyvek vadásznak, a kercsedi tó környékén tavasztól őszig, vadrucák népes csapata táborozik. Felvinc és a Létomtető közötti dombhátakon, árvalányhaj mezők lengenek, a réteken szamócát, ősszel kökényt is csipkebogyót is találhatunk.

## Látnivalók

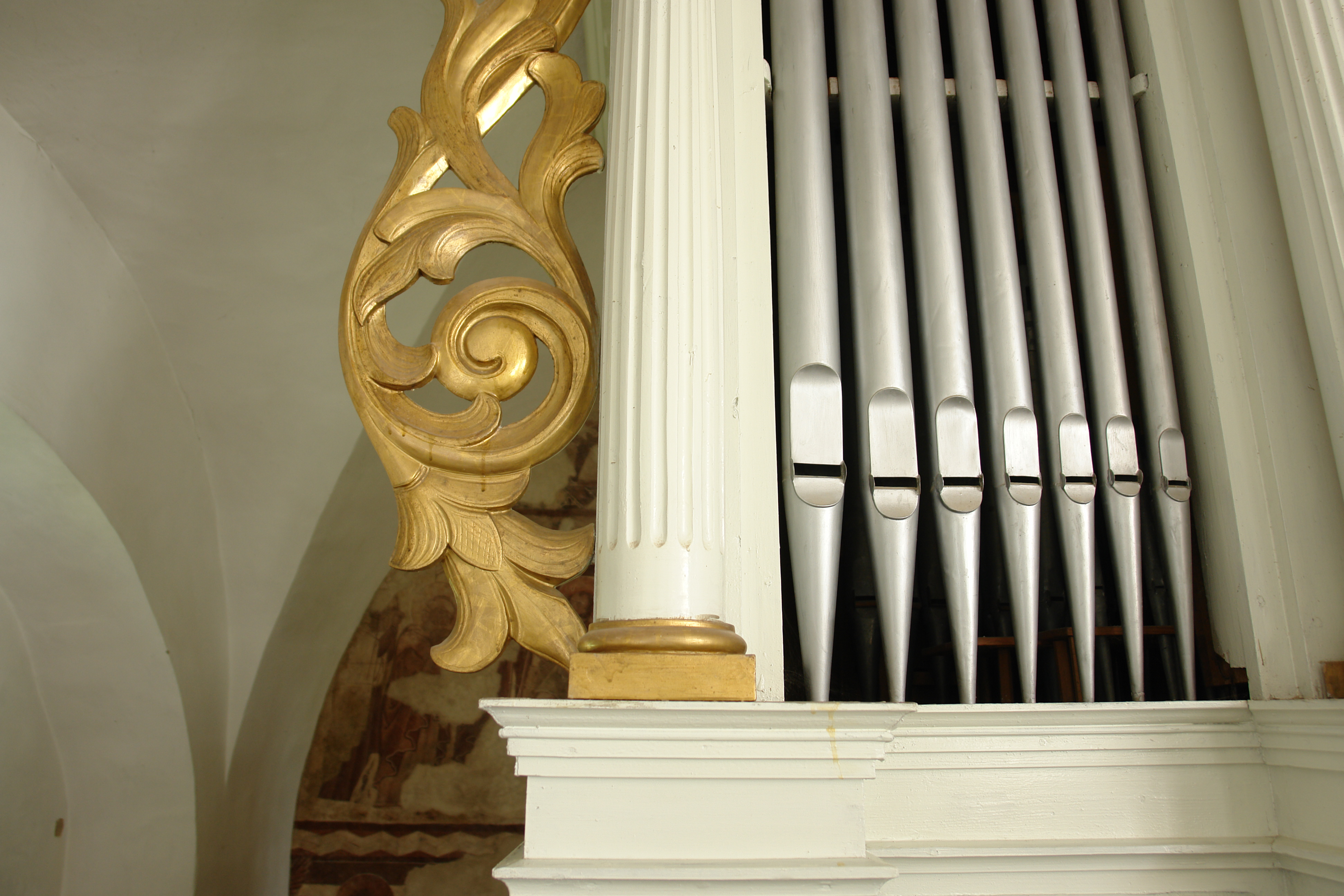
A felvinci református templom orgonája

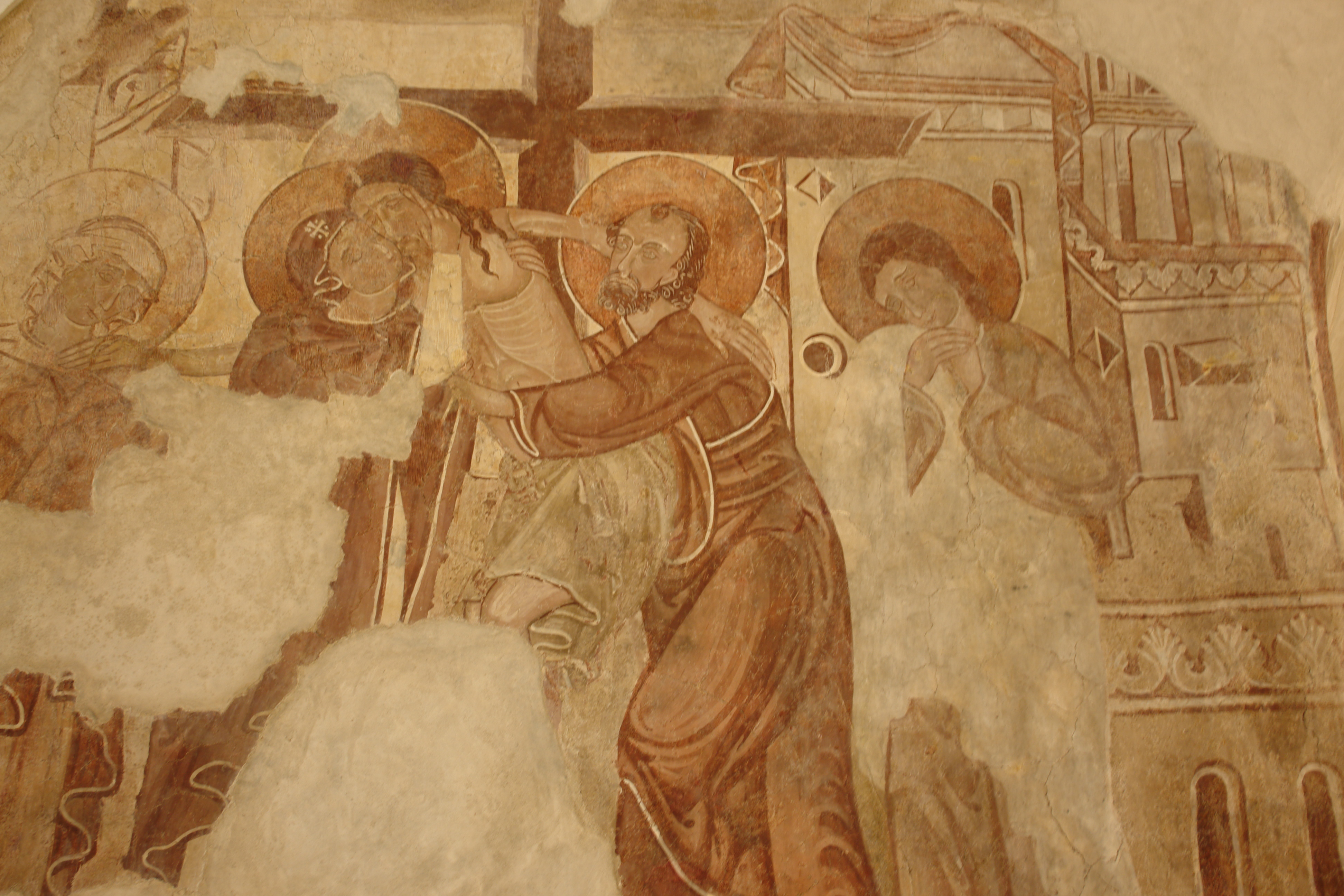
Feltárt Anjou-kori freskó részlet a felvinci református templomban

- A Felvinci Református Erődtemplom - freskói, orgonája és a falban talált római téglák.

Eredetileg római katolikus templom volt, amely góth stílusban épült, s így keletkezési idejét a góth stílus elterjedésének idejére, a 14-15. századokra lehet tenni. A szájhagyomány szerint a mai templom helyén egy kisebb templom állott, melyet többrendbeli tűzvész pusztított el. A tűzvész után csak a falak maradtak meg. Az
aránylag épségben megmaradt szentély, ahol ma az orgona van, őrizte meg egyedül a góth stílust. Tóth Mózes volt felvinczi lelkész emlékirata szerint, amikor
1848-ban leverték a vakolatot, alatta freskóképek látszottak. Az öreg emberek tanúsága szerint, amikor 1910-ben renoválták a templomot, akkor is freskókat találtak a szentély falain, de leverték azokat. Az 1996 és 2000 között végzett belső, majd külső renoválások során végül kiderült, hogy a szentély freskói mégiscsak nagy felületen megmaradtak. Mi több a külső falon talált freskók alapján az is bebizonyosodott, hogy a templom valójában majdnem mai teljes méreteiben a 14. században vagy előtte épülhetett. A későbbi bővítések során mindössze tornyot építettek, a falakat megemelték 1 méterrel, a főhajót meghosszabbították, 4 méterrel, a tetőszerkezetet újjáépítették, az ablakokat átalakították és a repedések megállítása végett a keleti ablakot befalazták és a falaknak nagyobb, robusztusabb pilléreket támasztottak.    

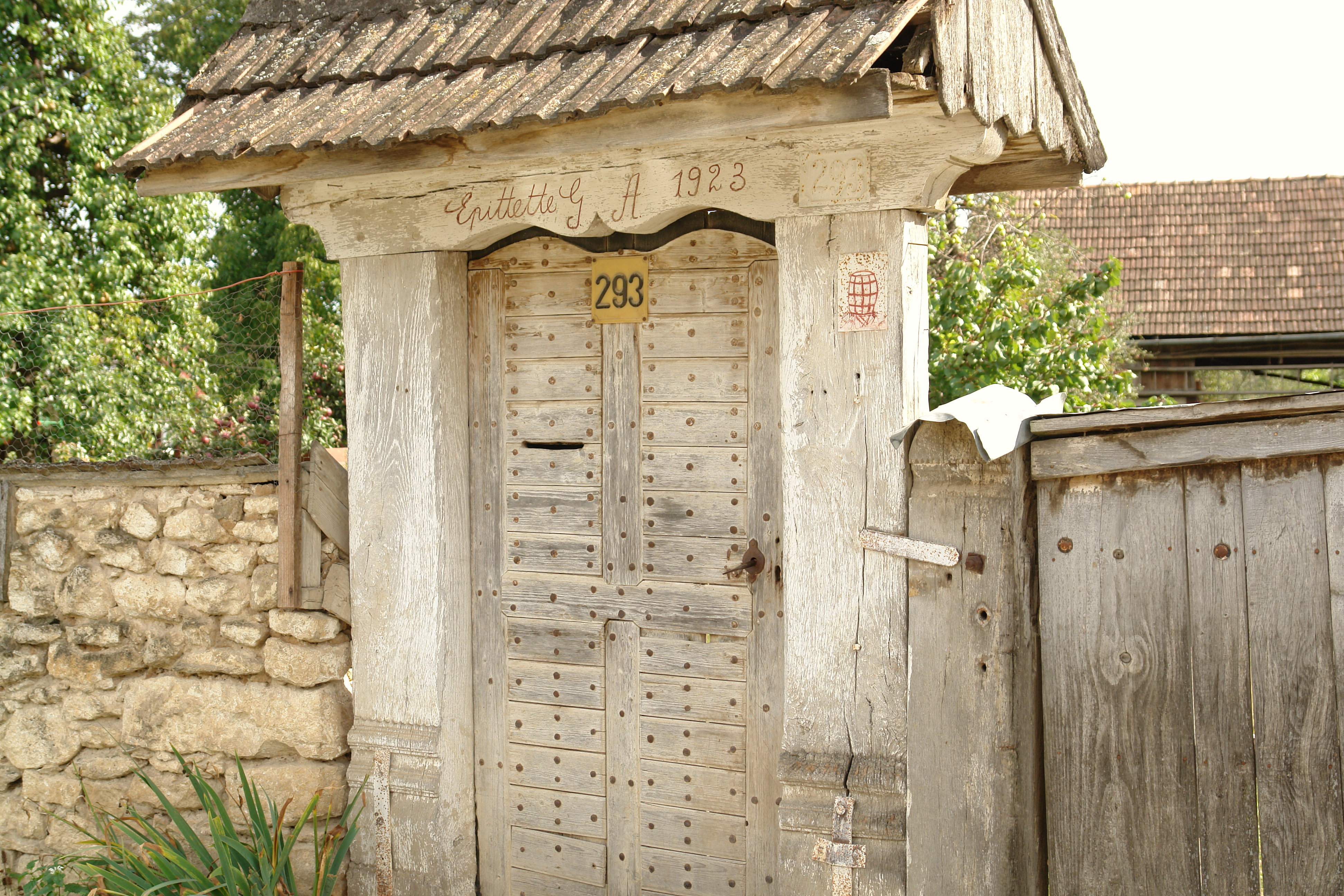
Aranyosszéki székelykapu Kövenden

A freskók feltárása során a falban római kori téglákat is találtak, melyet minden bizonnyal a templom építésekor, az egykori földvári római erőd maradványaiból hoztak.
A templom orgonáját Kolonics István orgonaépítő 1858-ban készítette. Az 1910-es renoválás során, Csintalan Gyula restaurálta, mikor az orgonát egy újabb manuállal is ellátták. A háború során az orgona megsérült, sípjait elhordták, így a háborút követő felújítások során már csak egy manuált állítottak helyre. 
- Aranyosszéki székelykapuk

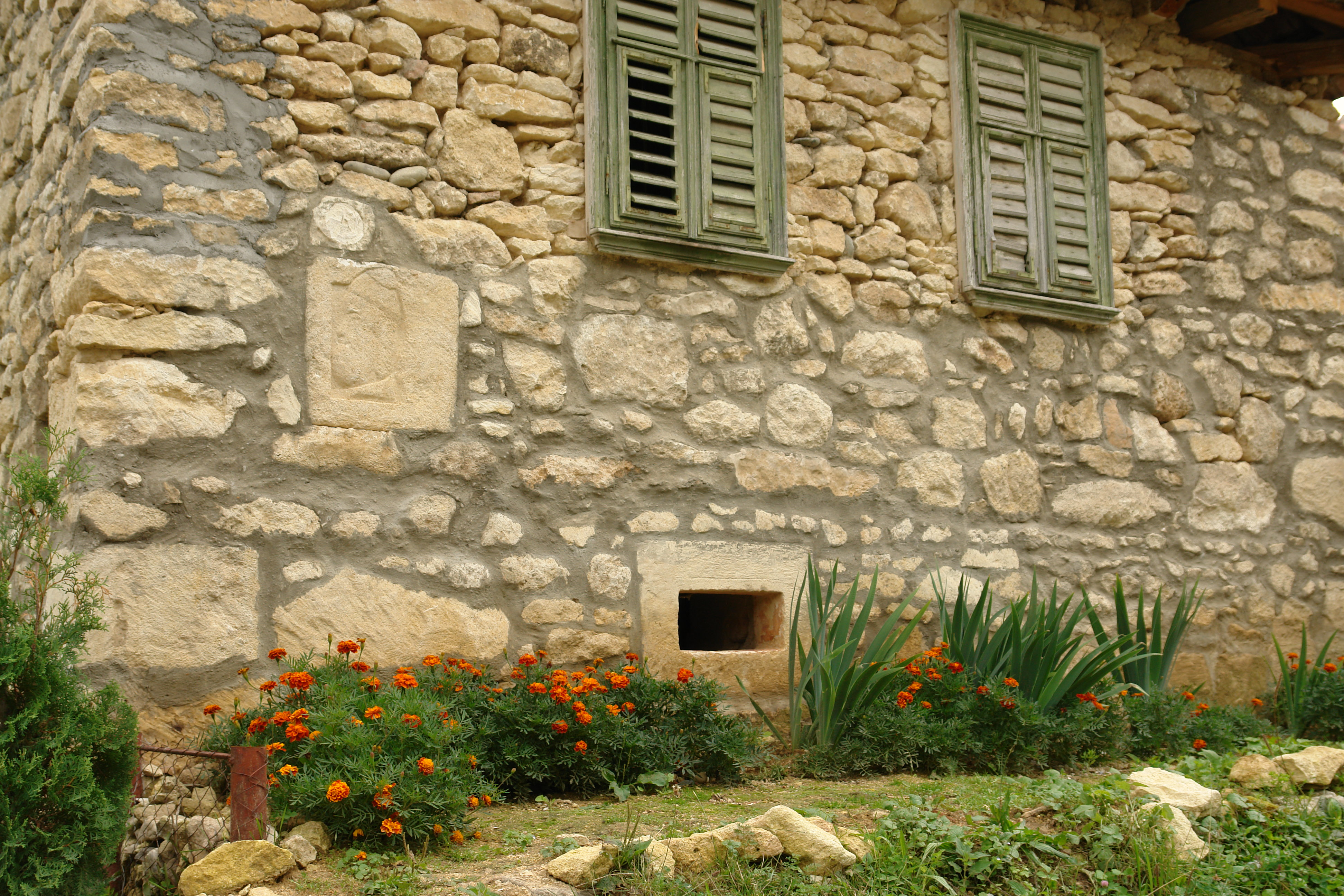
jellegzetes kőház Csegezen

A vidék egyik jellegzetessége az aranyosszéki székelykapu, mely a hagyományos székelykaputól eltérően méreteiben jóval kisebb, gerendából, szegecselt deszkából készül, a kiskapu felett pedig többnyire zsindelyes kis fedéllel rendelkezik. A kapufán kis tábla jelzi a házszámot, illetve, hogy az ott lakok esetleges tűz esetén, milyen eszközzel kell a bajbajutottak segítségére siessenek. Eme kapuk gyönyörű példányait találhatjuk, Kercseden, Kövenden, Várfalván, Csegezen és Székelyhidason.
- Terméskőből épült házak, kerítések

Egykor Székelyhidas igen híres volt kőbányájáról, így a környéken igencsak elterjedt építőanyagként használták az itt kitermelt követ. A kőből épült házak, kerítések legszebb példáit főként a közeli Csegezen találhatjuk. Viszont sok más környékbeli épület, fal és templom építésénél is felhasználták a hidasi köveket. Ajtó, ablak kereteket, alapköveket, Felvincen a református templom szószékét és úrasztalát faragták belőle. Még a Bukaresti parlament építésére is vittek a székelyhidasi bányából kitermelt kövekből.

## Túrázási lehetőségek
A gyönyörű kilátásért érdemes megmászni a Felvinc és Inakfalva mellett található Cserehegyet. Könnyű rátalálni, hisz a tetőn egy antenna jelzi a célt. A tető akár biciklivel is megközelíthető. Gyönyörű kilátás nyílik innen a Maros kanyargó völgyére, és mivel más magaslat nem áll utunkba, látható innen a Tordai hasadék, a Székelykő, a nagyenyedi Őrhegy, a Pilis és a Csáklyakő, a Maros mentén pedig fellátni Ludasig, a Harasztos mögött húzódó dombhátakon az istenhegyi erdő és a Létomtető is látható. A szemközt magasló Szőlőhegy egykori szőlősei fölött levő kis tetőre is érdemes felsétálni, hisz innen is hasonló kilátás nyílik. Az Istenhegye felé barangolva nyáron árvalányhajat gyűjthetünk. Amennyiben bevállalják a Várfalva Csegez közti kavicsozott utat, érdemes egy sétát tenni Csegezen is. Megcsodálhatjuk a csendes kis falu múltat idéző kőházait, kerítéseit, régi kapuit. A biciklizők a Várfalva - Bágyon, Bágyon - Kercsed gyér forgalommal rendelkező aszfaltozott útvonalán megtekinthetik Kövend és Kercsed jellegzetes aranyosszéki székelykapuit. Amennyiben Bágyonból tartanak Kercsed felé, a száguldást élvező bicikliseknek ajánlott figyelni, hisz a meredek kanyargós lejtő élesebb kanyarokkal is rendelkezik. Aki inkább a sziklás dombokra kíváncsi, annak ajánlott az aranyos túlsó partjáról nyíló Csukás vízesés felé vezető völgyben és a vízesés fölött levő dombon egy kis sétát tenni. A völgy bejáratáról magasló dombtetőről gyönyörű kilátás nyílik az Aranyos mentére.

## Képgaléria

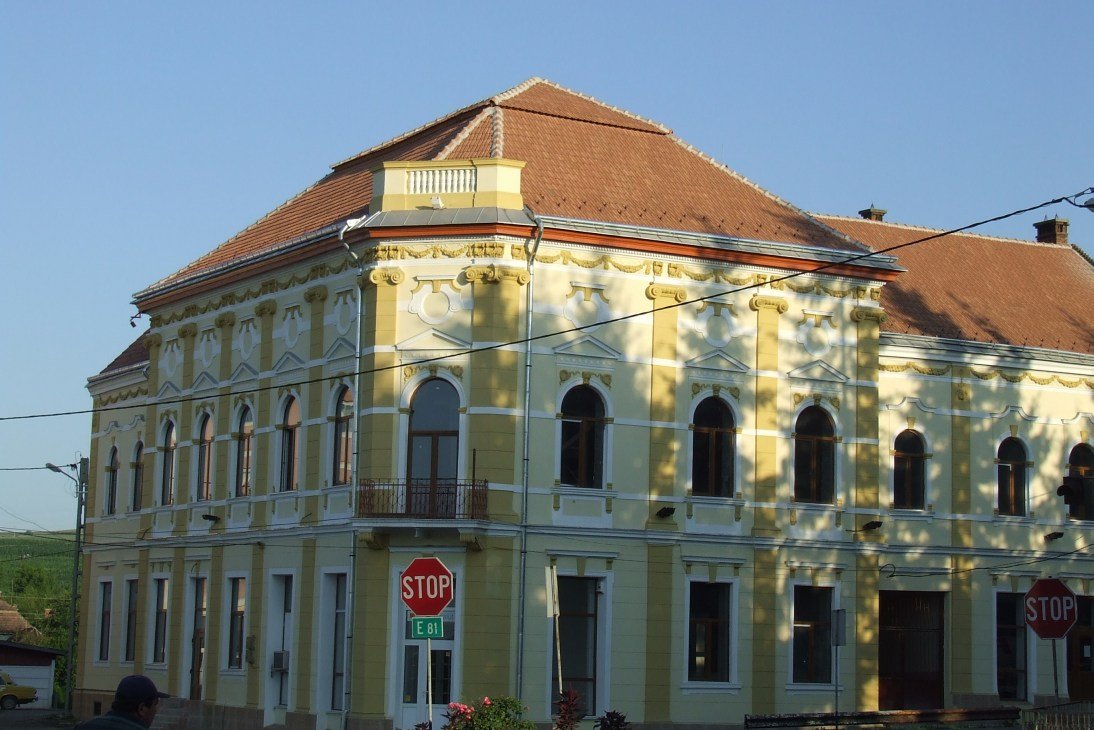
A felvinci vígadó
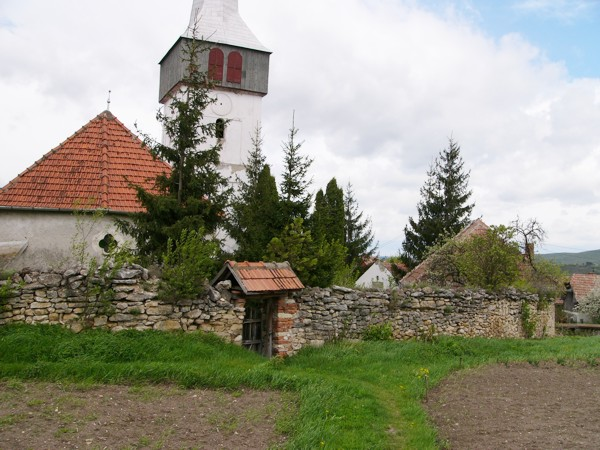
A várfalvi unitárius templom
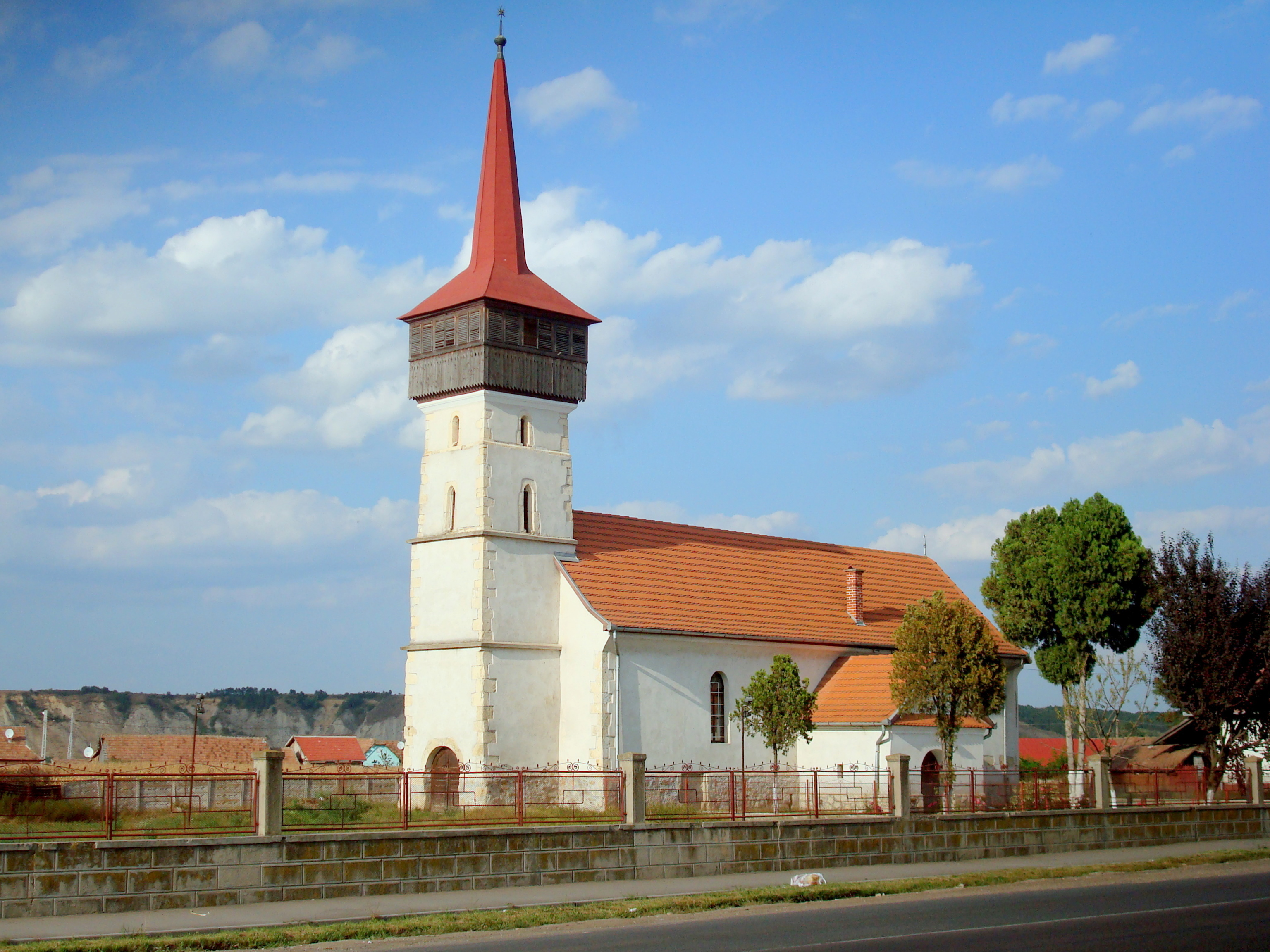
Az aranyospolyáni református templom (műemlék, LMI: CJ-II-m-B-07790)
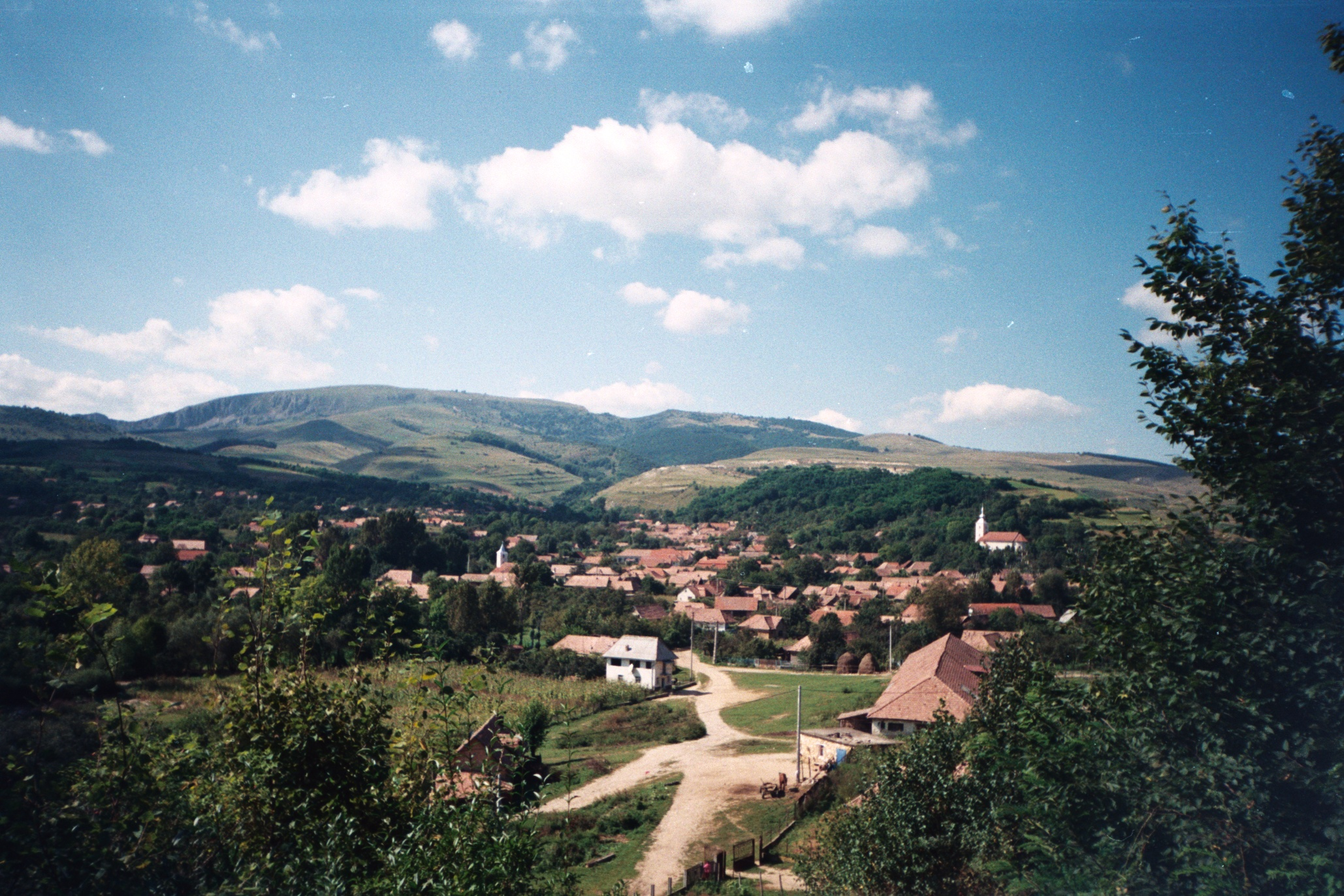
Székelyhidas látképe
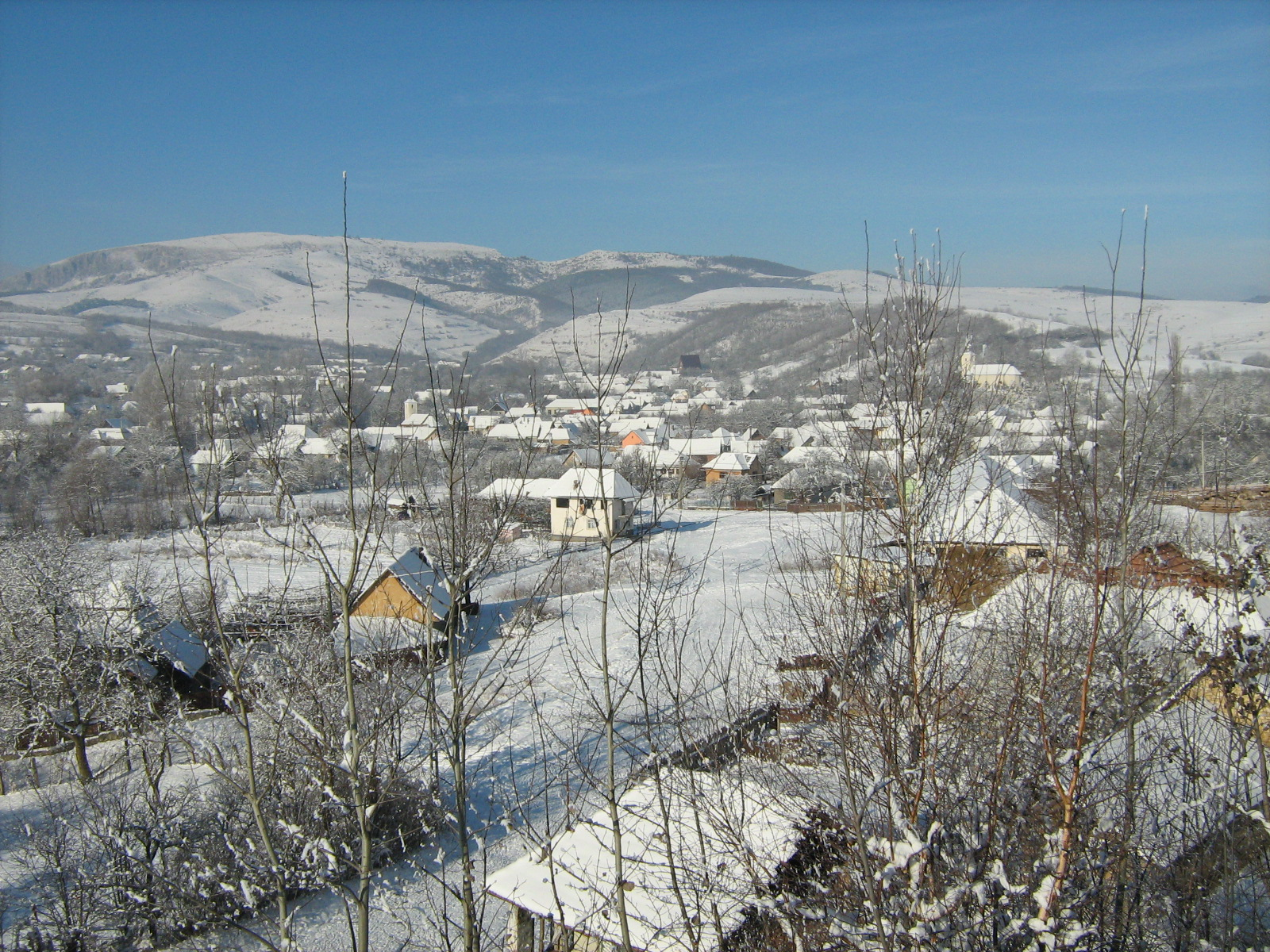
Székelyhidas látképe télen
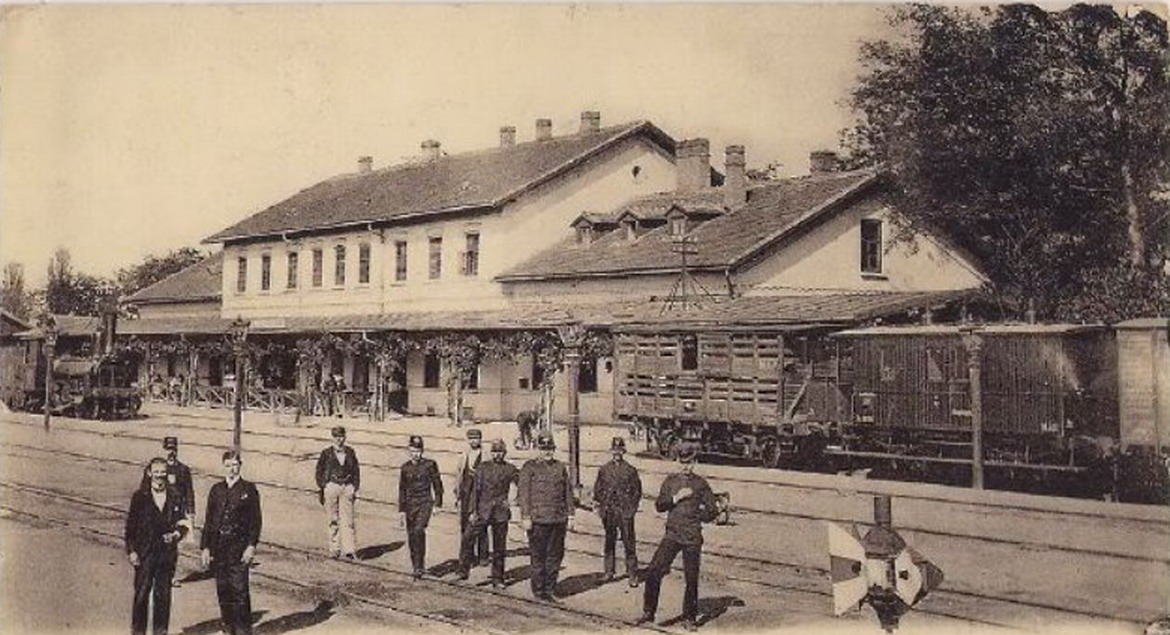
A székelykocsárdi (ma székelyföldvári) állomás 1910-ben
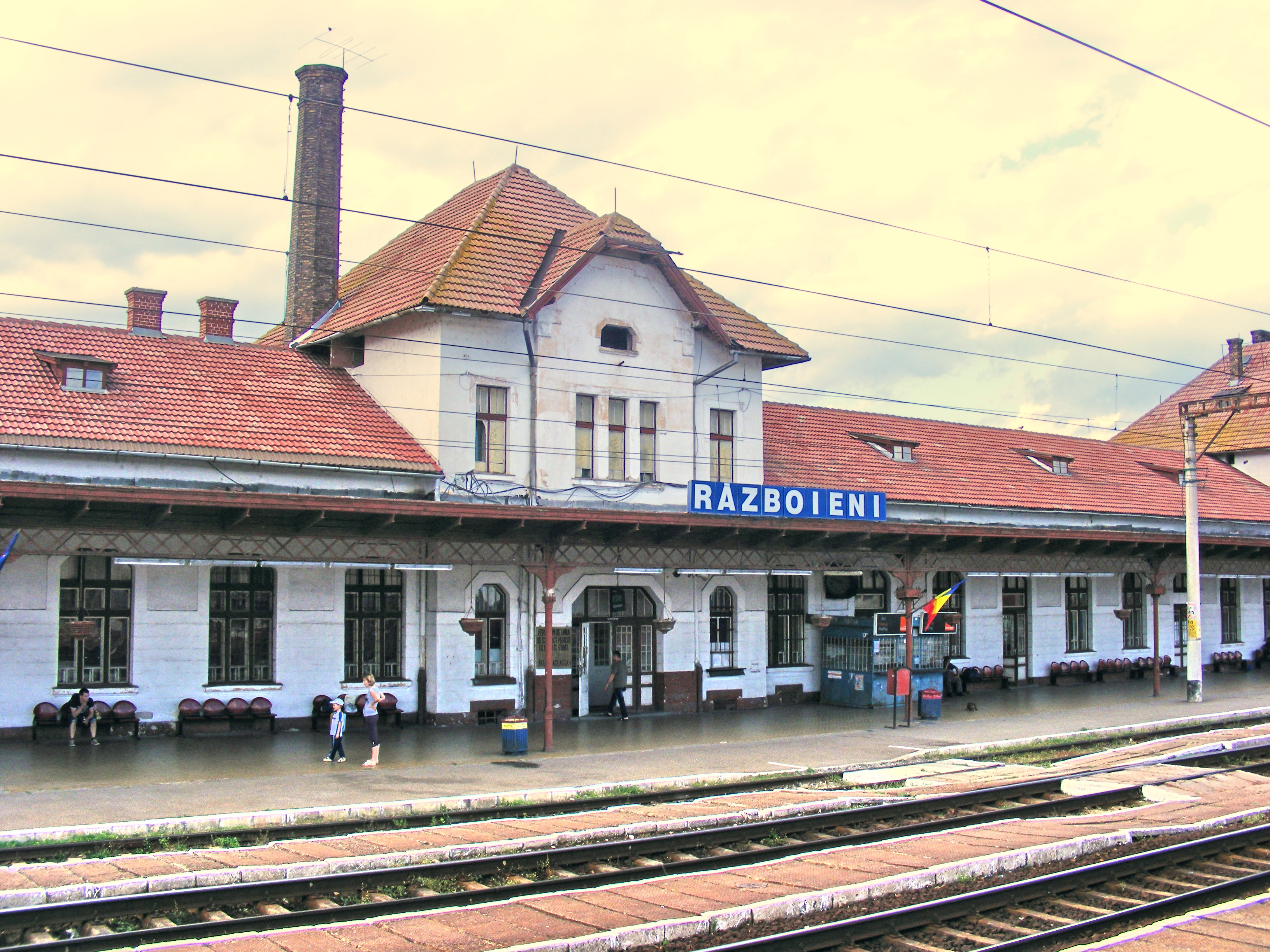
A székelyföldvári állomás napjainkban
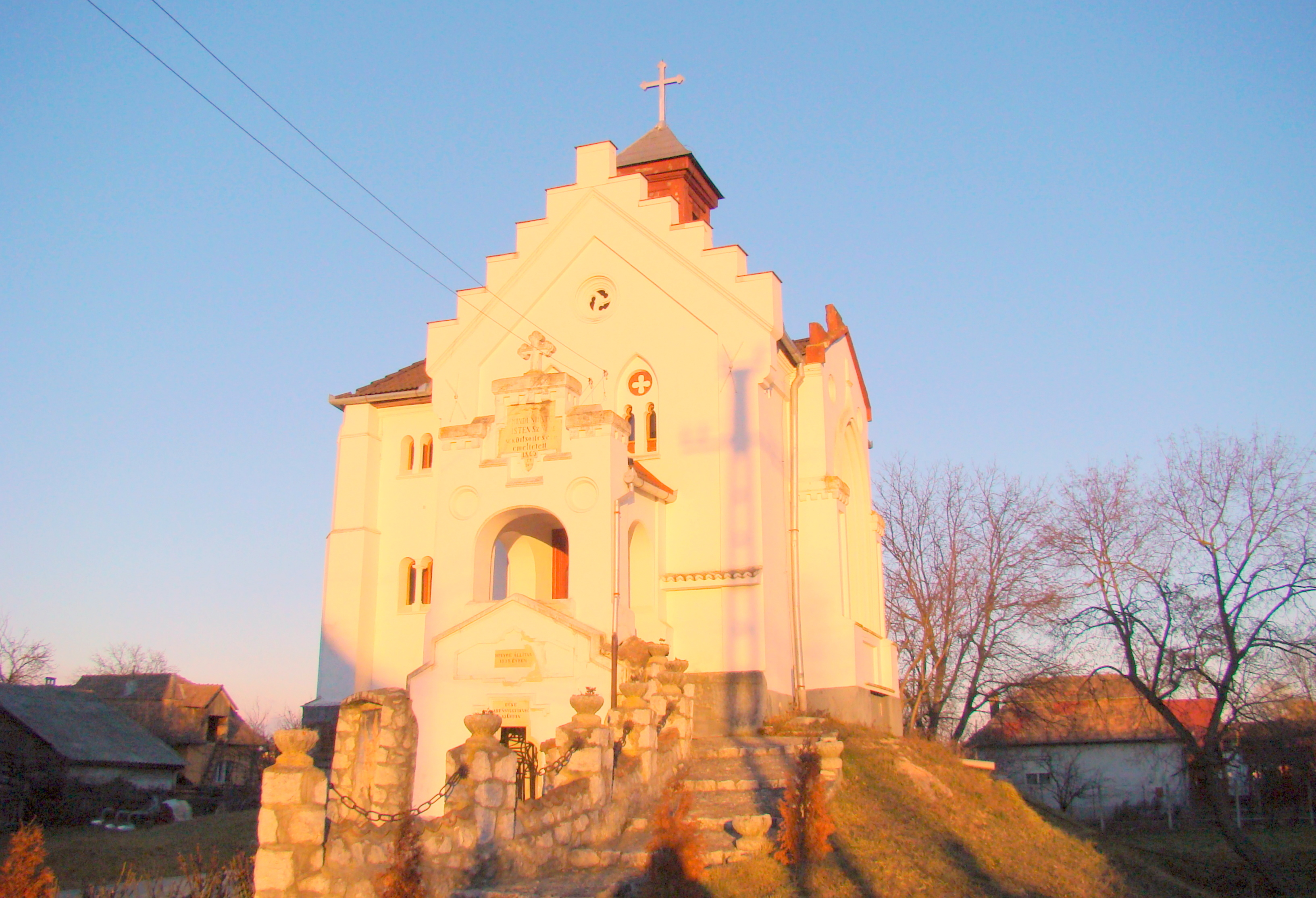
A szentmihályfalvi római katolikus templom (műemlék, LMI: CJ-II-m-B-07711)
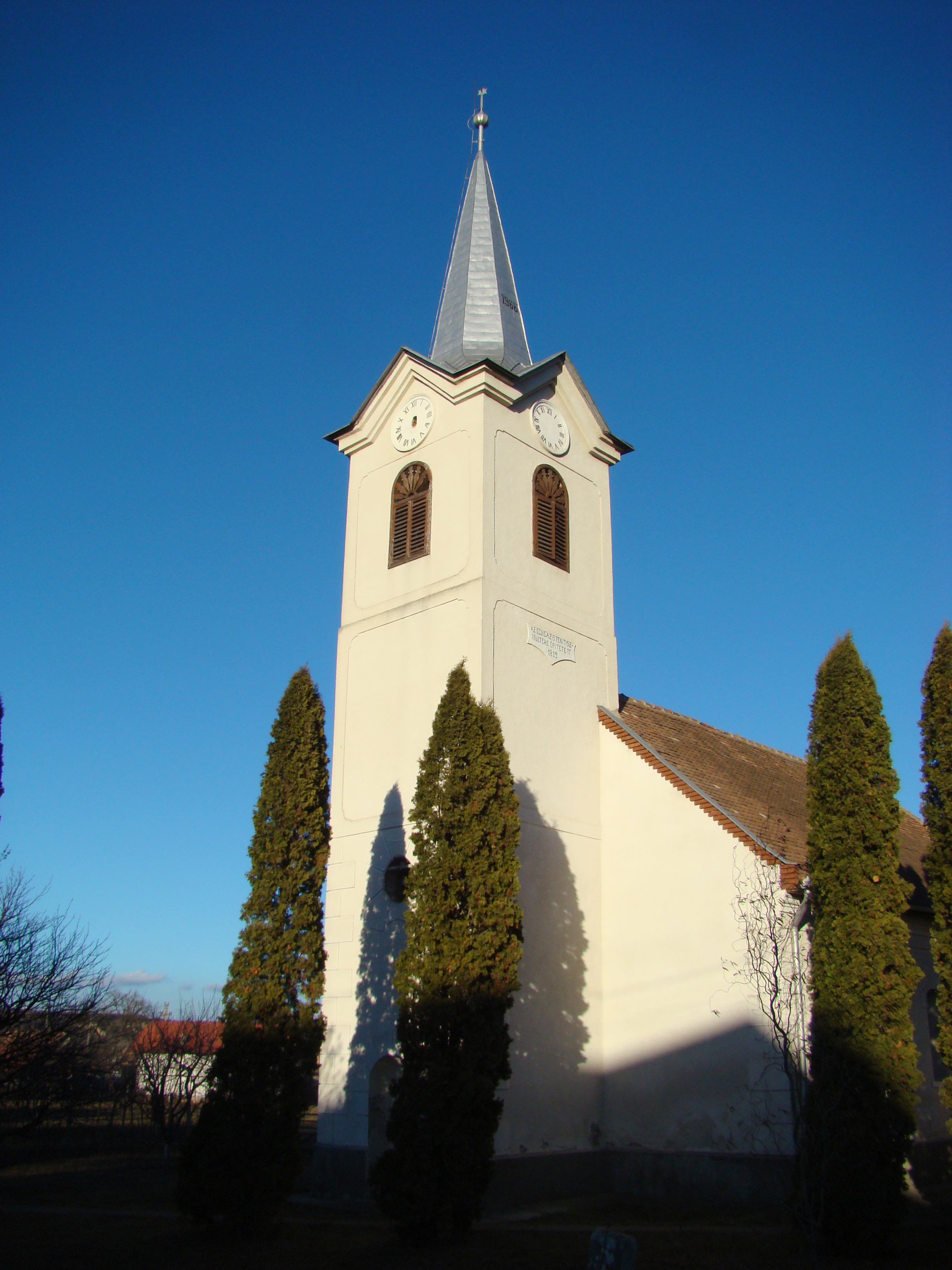
A szentmihályfalvi unitárius templom (műemlék, LMI: CJ-II-m-B-07712)
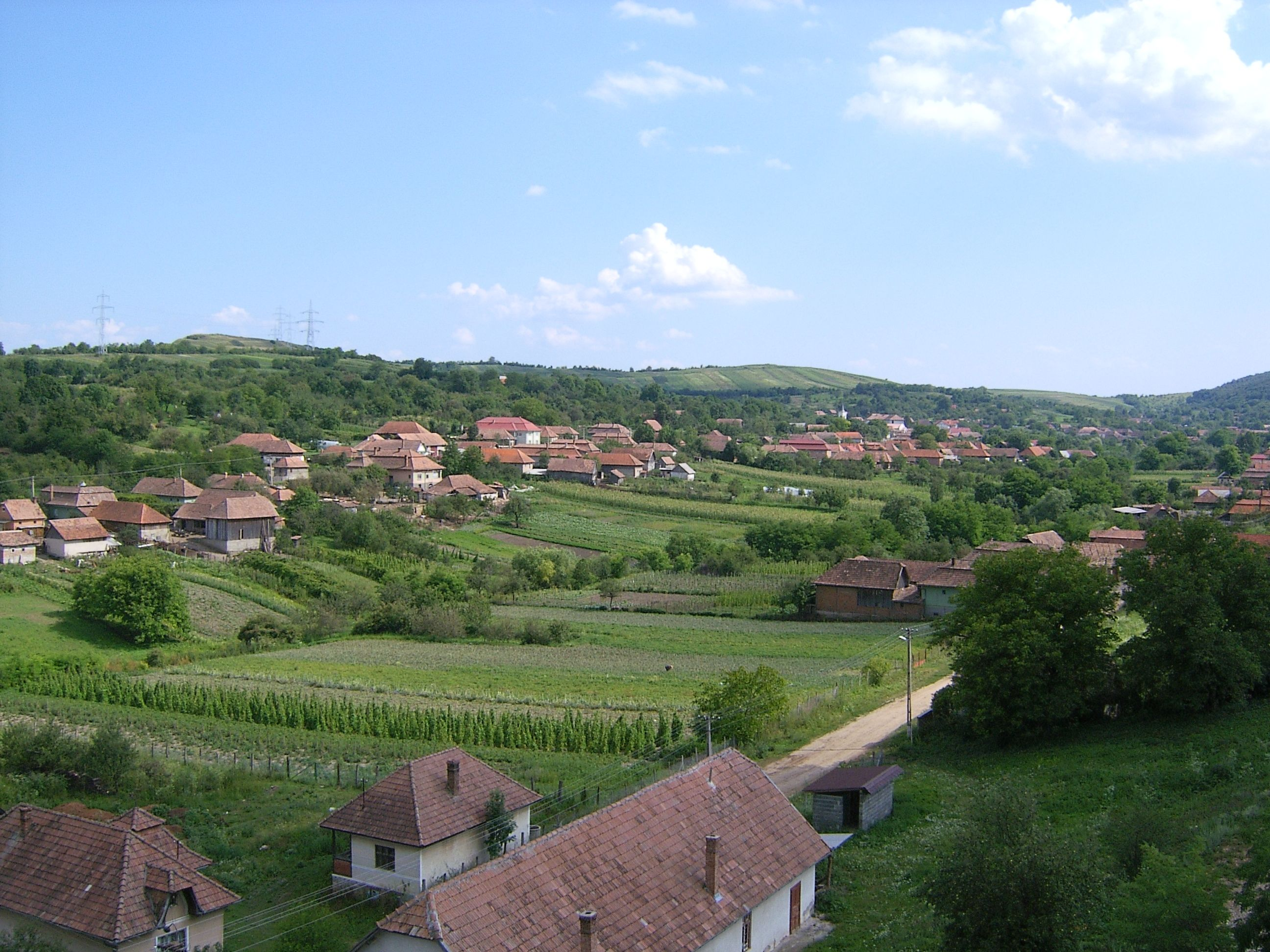
Bágyon látképe
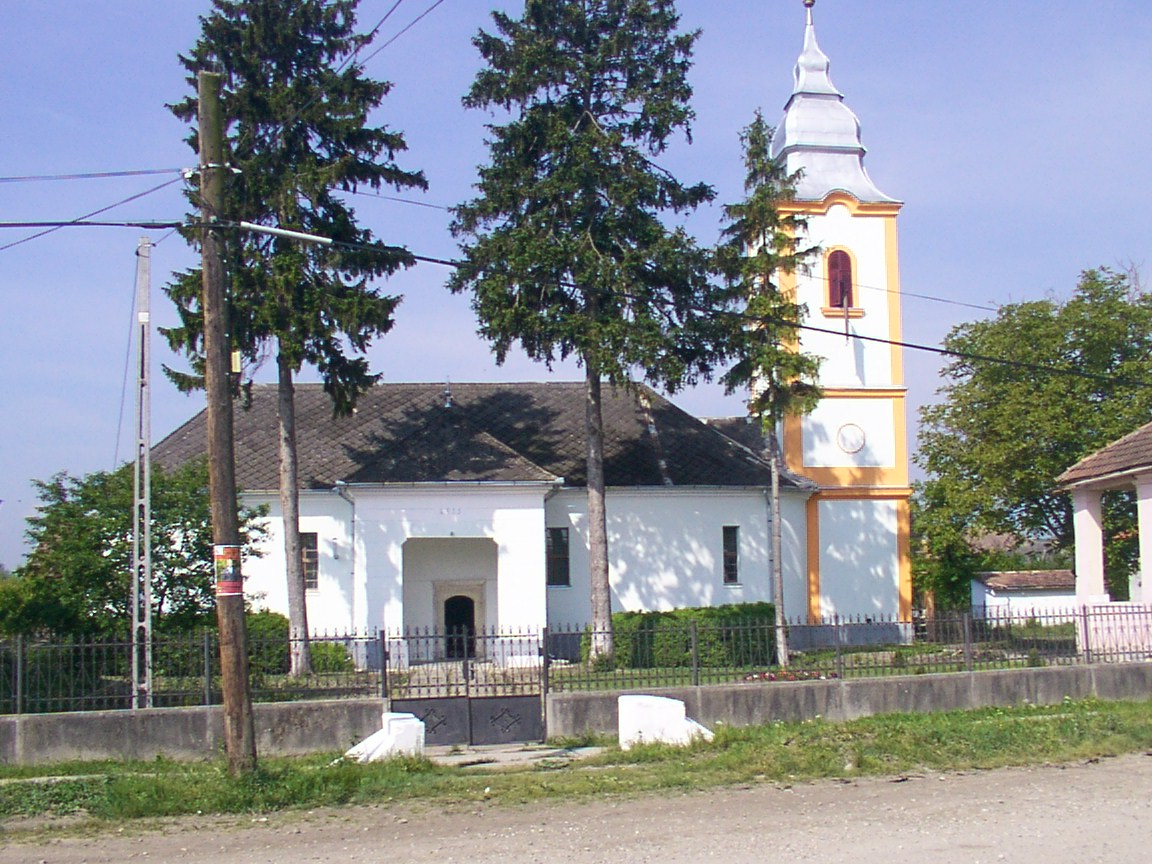
A székelykocsárdi református templom
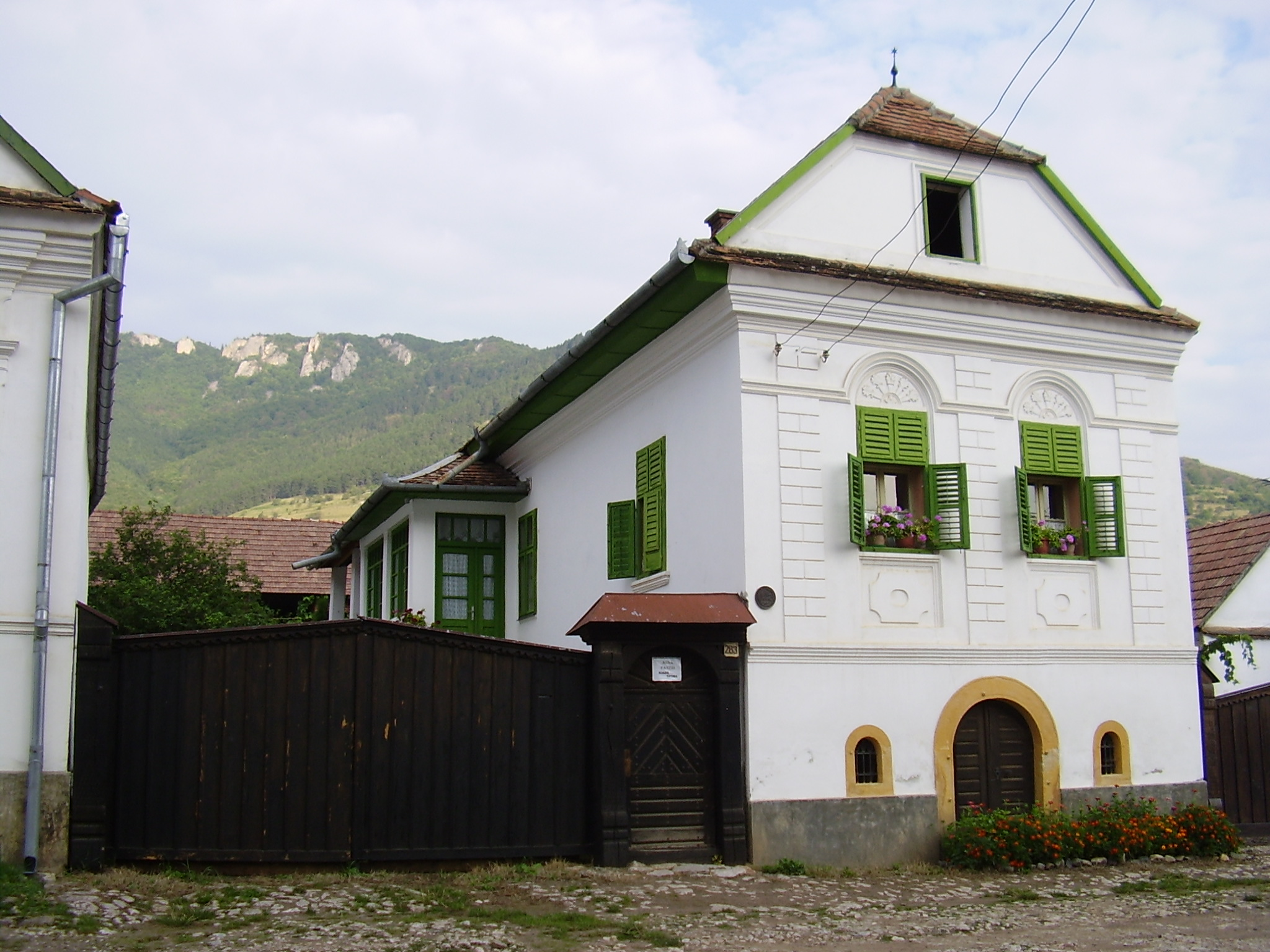
Jellegzetes torockói ház
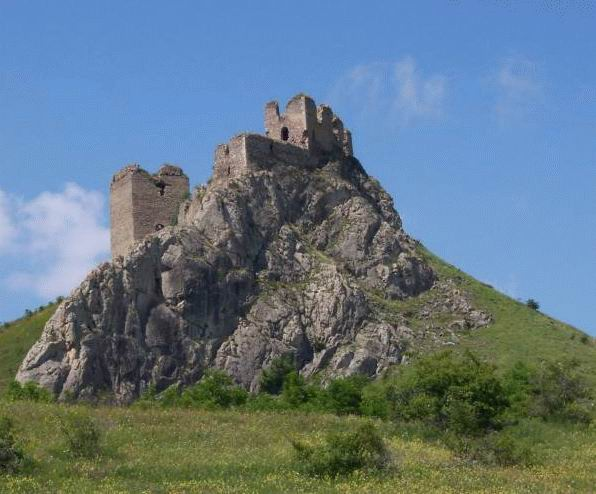
A torockószentgyörgyi vár